# Ренет ландсбергский

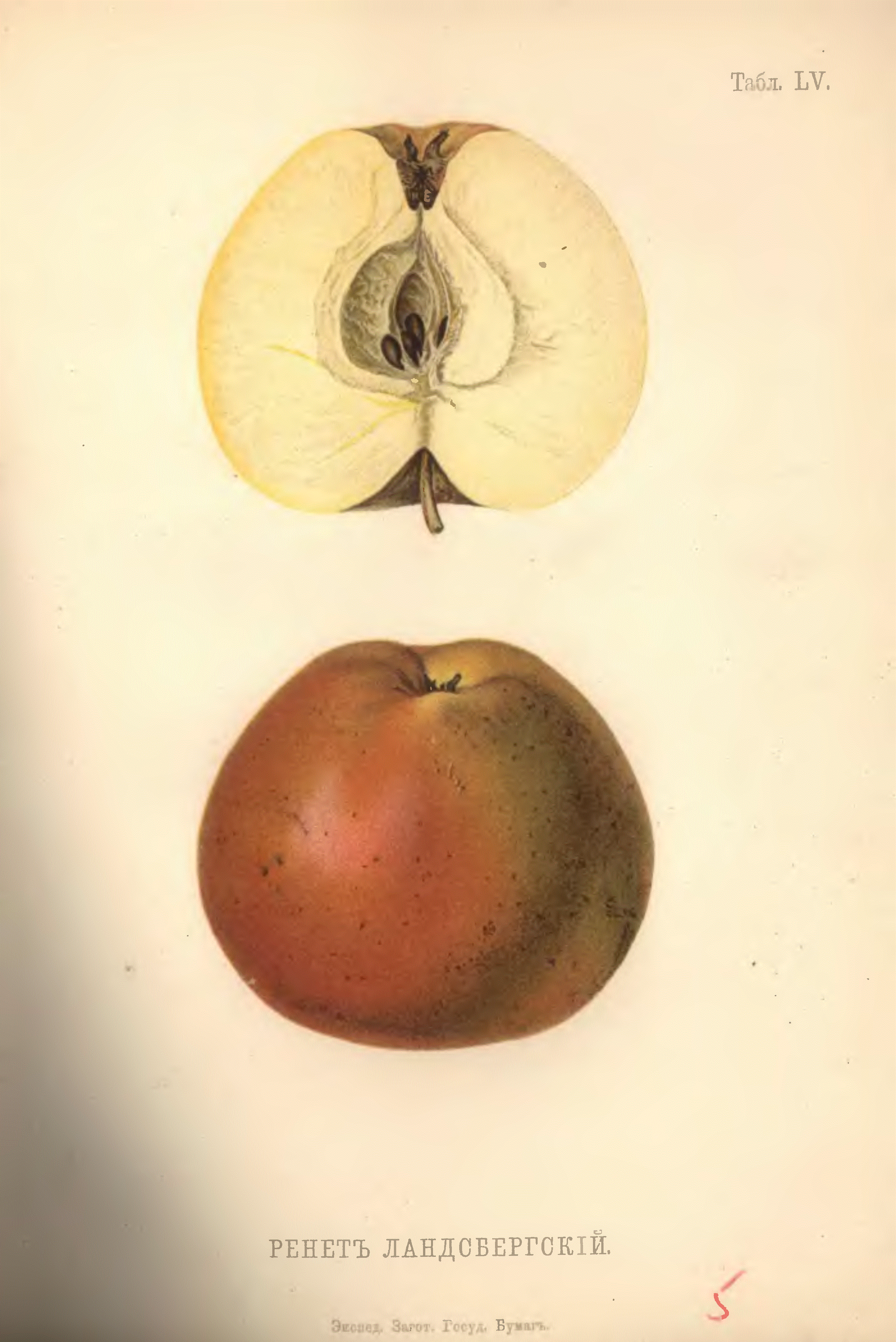
Ренет ладсбергский. «Атлас плодов» под редакцией Адама Гребницкого, 1906

Рене́т ла́ндсбергский, или Ренет Ландсбергский (Malus 'Landsberger Renette') — сорт яблони. Происходит из Восточной Германии, где с 1840 года стал выращиваться советником юстиции Бурхардтом из сеянца Ренета Харберта (Harberts Renette).

## Описание
Плоды от среднего до крупного размера. Кожица тонкая, гладкая, сперва жёлто-зелёная, позже бледно-жёлтая до бледно-коричневато-жёлтой с очень маленькими точками, на солнечной стороне слегка краснеющие. Мякоть приятного вкуса, сладкая, сочная, плотная, желтовато-белая. Выраженного аромата не имеет.
Сорт зимнего срока потребления. Плоды созревают в ноябре.
В прошлом был широко распространен в Европе. Выращивается в Германии для производства сока, но доля этого сорта сейчас невелика.
Использован для выведения некоторых российских сортов (Богатырь).

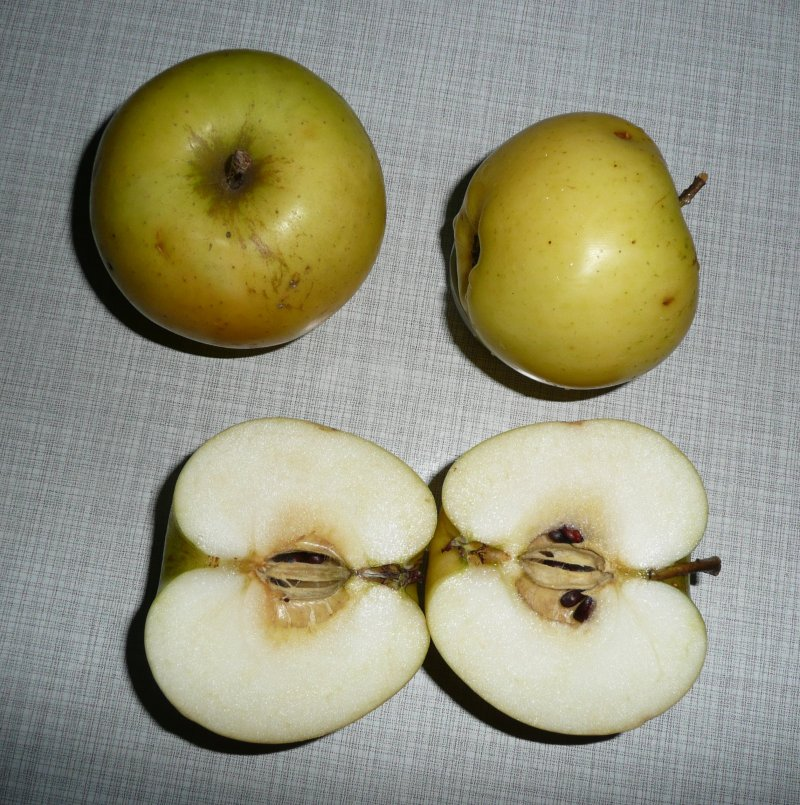
Ренет Ландсбергский